# 코업호텔

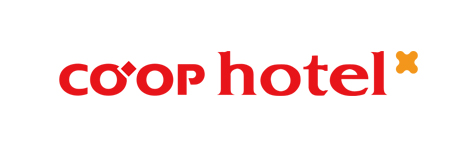
CO-OP 호텔 로고

코업호텔(영어: CO-OP Hotel) 네트워크는 대한민국 호텔 체인 브랜드이다. 코업레지던스가 속해 있는 호텔 그룹이다. 시설 규모 및 수준, 서비스 적용 범위 등의 분류에 따라 코업호텔, 코업시티호텔, 코업스위트, 코업스테이호텔을 운영하고 있다.

## 같이 보기
- 코업레지던스
- 코업 스타클래스